# Лебідь Григорій Юхимович
Ле́бідь Григо́рій Юхи́мович (нар. 25 грудня 1911 — † 28 червня 1988) — учасник Радянсько-німецької війни, командир взводу 17-го окремого армійського інженерного батальйону (53-тя армія, Степовий фронт), Герой Радянського Союзу (1944).

## Біографія
Народився 25 грудня 1911 року в селі Лук'янівка Баштанського району Миколаївської області в селянській родині. Українець. Член ВКП(б) з 1944 року.
Після закінчення початкової школи працював у колгоспі.
У 1933–1935 роках проходив військову службу в лавах РСЧА. Вдруге мобілізований у 1941 році Привільнянським РВК Миколаївської області.
Учасник німецько-радянської війни з липня 1941 року. Воював на Північно-Західному, Степовому та 2-му Українському фронтах.
Командир взводу 17-го окремого армійського інженерного батальйону 53-ї армії Степового фронту лейтенант Лебідь Г. Ю. особливо відзначився під час форсування річки Дніпро. Протягом 1-10 жовтня 1943 року, південно-східніше Кременчука, під вогнем противника на човнах і поромі успішно здійснював переправу стрілецьких підрозділів на правий беріг Дніпра. Коли поромного троса було перебито, протягом години натягнув новий трос і відновив переправу військ на захоплений плацдарм.
Наприкінці війни обіймав посаду начальника артилерійсько-технічного забезпечення 245-го інженерно-саперного Дністровського батальйону 54-ї інженерно-саперної Бухарестської ордена Кутузова бригади. Двічі був поранений (у 1942 та 1944 роках).
У 1945 році старший лейтенант Г. Ю. Лебідь вийшов у запас.
Оселився в рідному селі. Працював ковалем у місцевому колгоспі.
Помер 28 червня 1988.

## Нагороди
За мужність і відвагу, виявлені в боях, Указом Президії Верховної Ради СРСР від 22 лютого 1944 року командирові взводу лейтенантові Лебідю Г. Ю. присвоєне звання Героя Радянського Союзу з врученням ордена Леніна та медалі «Золота Зірка».
Нагороджений також орденами Жовтневої революції, Червоного Прапора (16.07.1942), Трудового Червоного Прапора, двома орденами Вітчизняної війни 1-го ступеня (05.10.1943, 06.04.1985), орденами Червоної Зірки (23.05.1945), «Знак Пошани», медалями.